# Nightlife
Nightlife a Pet Shop Boys tizenegyedik nagylemeze. Megjelent 1999. október 11-én. 1,2 millió példányt adtak el belőle világszerte.

## Tracklisták

### Nightlife
1. "For Your Own Good" – 5:12
2. "Closer to Heaven" – 4:07
3. "I Don't Know What You Want But I Can't Give It Any More" – 5:09
4. "Happiness Is an Option" – 3:48
5. "You Only Tell Me You Love Me When You're Drunk" – 3:12
6. "Vampires" – 4:43
7. "Radiophonic" – 3:32
8. "The Only One" – 4:21
9. "Boy Strange" – 5:10
10. "In Denial" (featuring Kylie Minogue) – 3:20
11. "New York City Boy" – 5:16
12. "Footsteps" – 4:24

### Nightlife Extra (Az USA limited kiadás bónusz CD-je)
1. "Ghost of myself" – 4:02
2. "Casting a shadow" – 4:36
3. "Je t'aime… moi non plus" (featuring Sam Taylor-Wood) – 4:14
4. "Silver age" – 3:30
5. "Screaming" – 4:51
6. "I don't know what you want but I can't give it any more" (The Morales Remix) – 7:44
7. "I don't know what you want but I can't give it any more" (Thee Maddkatt Courtship 80 Witness Mix) – 7:37
8. "New York City boy" (The Superchumbo Uptown Mix) – 9:43
9. "New York City boy" (The Almighty Definitive Mix) – 6:29
10. "New York City boy" (The Thunderpuss 2000 Club Mix) – 10:52
11. "New York City boy" (The Lange Mix) – 7:06

## Közreműködők
- Neil Tennant
- Chris Lowe

### Vendégzenészek
- Pete Gleadall - Programming on tracks 1, 4, 7 & 9. Additional programming on track 3
- Mark Bates - Additional keyboards on tracks 1, 7 & 9
- Pauline Taylor - Additional vocals on track 1
- Stephen Hilton - Programming and additional keyboards on tracks 2, 5, 6, 8, 10 & 12
- Richard T. Norris - Programming and additional keyboards on tracks 2, 6 & 12
- Joey Mosk - Keyboard programming on track 11
- Pete "Ski" Schwartz - Additional keyboards on tracks 2 & 12. Keyboards, programming and orchestra arrangement on track 3
- Craig Armstrong - Orchestra arrangement on tracks 2, 5, 6, 8, 10 & 12. Choir arrangement on track 10 & 12. Additional keyboards on tracks 2, 5, 6 & 10. Piano on tracks 5, 6, 8 & 10. Additional Piano on track 12. Vocoder on track 8
- Pete Lockett - Percussion on track 2, 6, 8 & 12
- Kate St John - Oboe on track 4
- B. J. Cole - Pedal steel guitar on track 5
- Scott J Fraser - Bass guitar on tracks 5, 6, 8 & 12
- Sylvia Mason-James - Additional vocals on track 4
- Audrey Wheeler - Additional vocals on track 3
- Ali MacLeod - Guitar on tracks 2, 5, 6 & 12
- JB Henry - Additional vocals on tracks 8 & 12
- Malcom Hyde-Smith - Percussion on track 9
- Paul Herman - Guitar on track 9
- Andy Ganagadeen - Drums on track 9
- Kylie Minogue - Guest vocals on track 10
- Vincent Montana Jr. - String and horn arrangement and conduction on track 11
- Carlos Gomez - Percussion on track 11
- Gene Perez - Bass guitar on track 11
- Danny Madden - Backing vocal arrangement and conduction on track 11
- Steve Abrams, Billy Cliff, Keith Flutt and John James - Backing vocals on track 11
- Tessa Niles and Carol Kenyon - Additional vocals on track 12
- The London Session Orchestra - Orchestra on tracks 2, 5, 6, 10, & 12
- Metro Voices - Choir on tracks 10 & 12